# Gosforthkorset

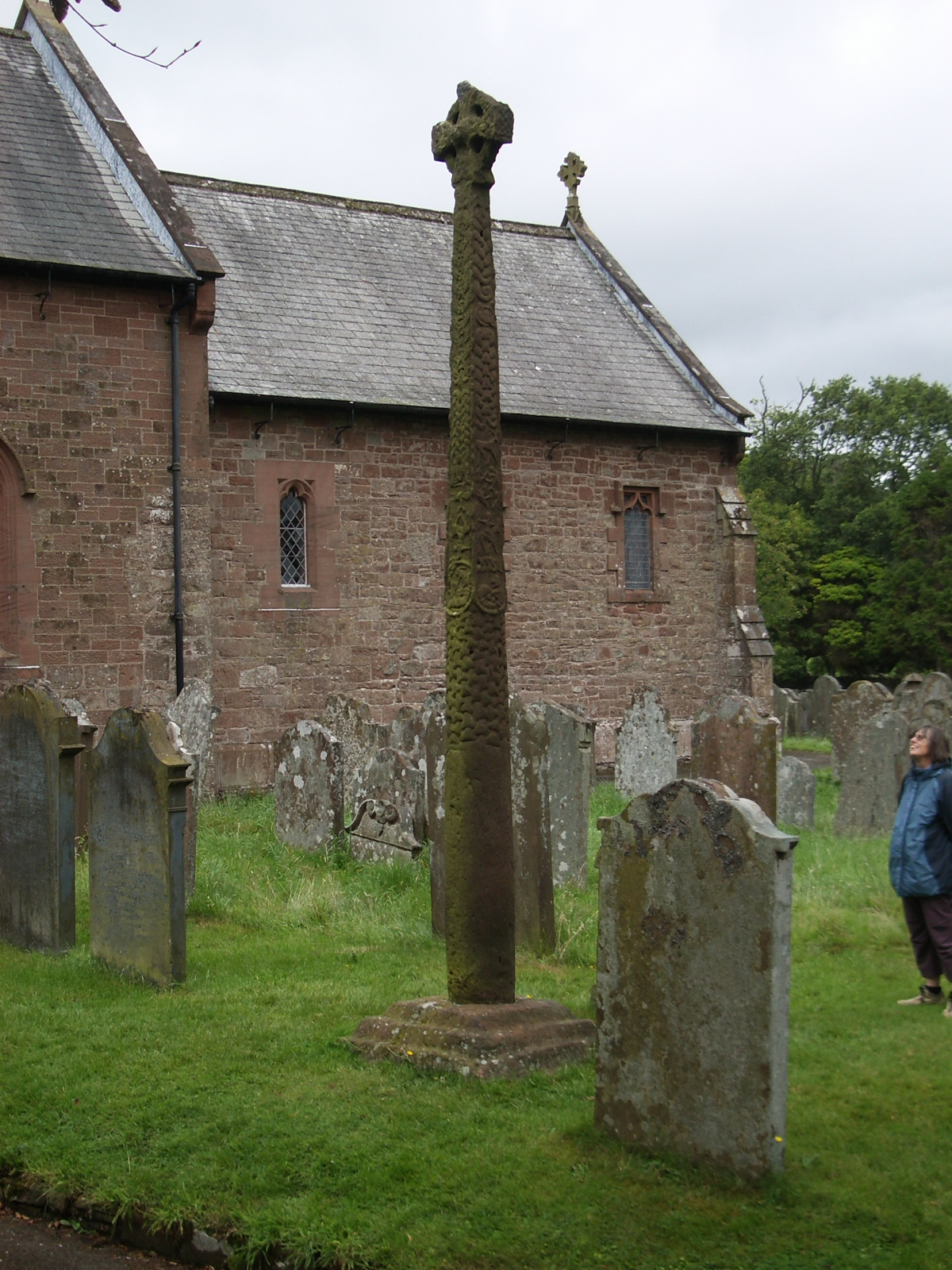
Gosforthkorset bland gravstenarna.

Gosforthkorset är ett mer än fyra meter högt stenkors som står rest bland gravarna på kyrkogården vid S:t Marys kyrka i den lilla byn Gosforth i nordvästra Cumbria, ett område som på vikingatiden i stor utsträckning befolkades av nordbor. På korset finns ett flertal bilder uthuggna i lågrelief, vilka tycks avbilda gestalter och händelser ur nordisk mytologi.

## Beskrivning av korset
Korset har på stilistiska grunder daterats till 900-talets första hälft. Materialet är röd sandsten. Korset är format som en smal pelare krönt med ett ringkors av keltisk högkorstyp. Dess totala höjd är 4,42 meter, och cirkeln i toppen är en halv meter i diameter. Korset är uppställt på en låg kvadratisk trappstegsplattform med tre steg. Nederst är pelaren cirkelrund, men från cirka 2,10 meters höjd och upp till ringkorset är fyra plana bildfält uthuggna, vilka vetter mot vart och ett av de fyra väderstrecken. Pelaren är vid foten 32 cm i genomskärning, men smalnar sedan av och är blott 16 cm rakt under ringkorset i toppen.
Ringkorset har bredsidorna orienterade i en öst-västlig riktning, och korsarmarna är på dessa sidor smyckade med triquetra-figurer, huggna i lågrelief. På ringkorsets smala sidor mot norr och söder finns flätverksmönster.

## Bilderna

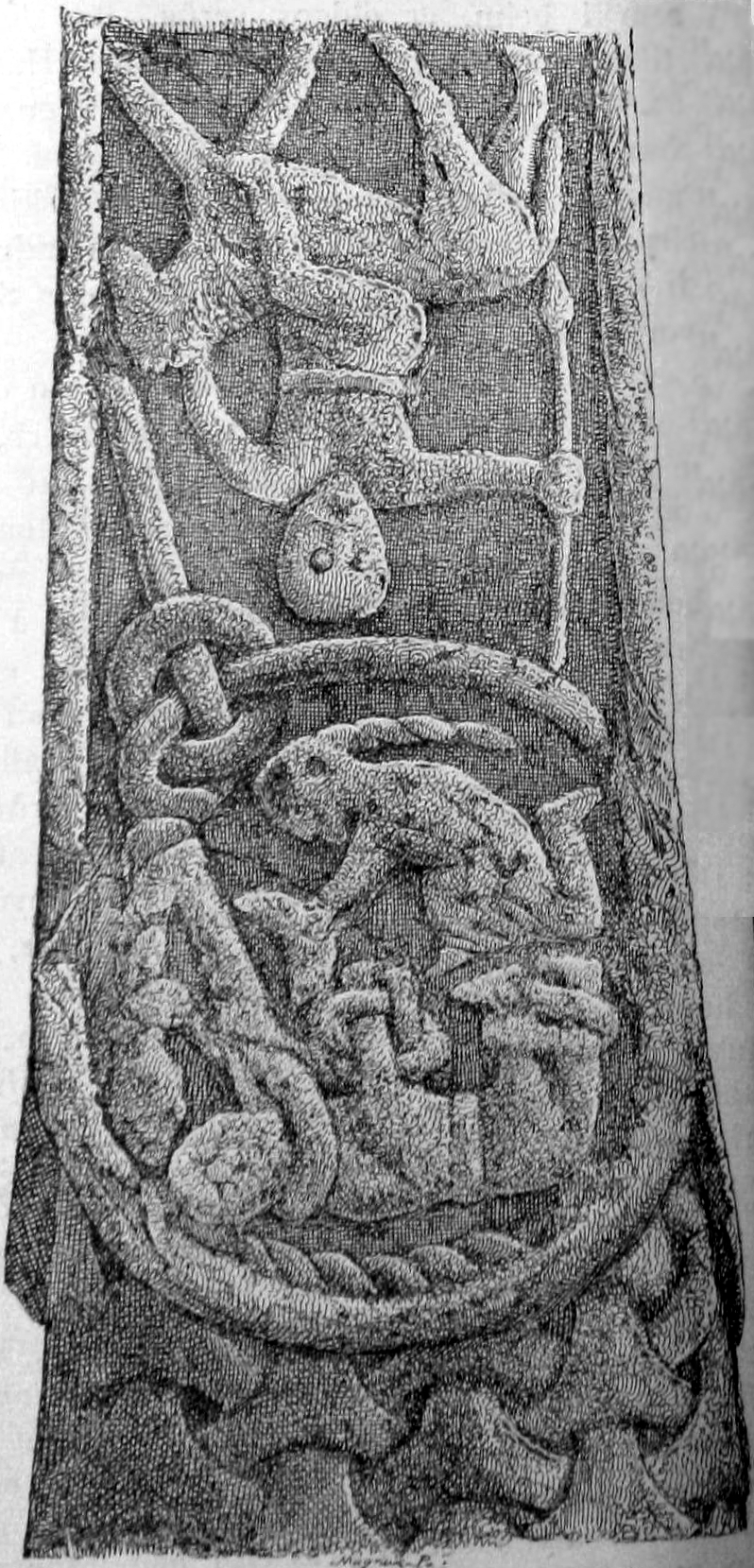
Den fjättrade Loke. I bakgrunden ses Sigyn tömma ut etterskålen.

De fyra bildfälten på pelaren rymmer ett myller av olika figurer:

### Loke och Sigyn
I det nedre bildfältet på västsidan finns en scen som brukar tolkas som den fjättrade Loke.
Enligt myten, så som den berättas i Gylfaginning, blev Loke fängslad i en grotta med en etterdrypande giftorm över huvudet: "Men hans hustru Sigyn står bredvid honom och håller ett fat under giftdropparna. När fatet är fullt går hon och slår ut giftet, och under tiden droppar giftet i hans ansikte." Då vrider sig Loke i svåra plågor och sliter i sina fjättrar.
Det verkar vara just detta ögonblick som bilden skildrar. Perspektivlagarna var ännu inte upptäckta, men Sigyn befinner sig helt klart i bakgrunden. Hon är framställd i helfigur, på huk, med skålen tippad på ända. Att skålen ser ut som en månskära beror på att den ses från sidan då innehållet hälls ut. Sigyns vänstra knä vilar mot marken och foten pekar snett uppåt, vilket ger intryck av stor brådska. I förgrunden, kan man anta, vrider sig Loke i smärta. Tyvärr har många detaljer i bilden vittrat bort, men den etterdrypande ormens huvud skymtar snett över honom till vänster.
Varför Loke verkar bära en kvinnlig hårfläta (?) är oklart. Han var visserligen könsbytare – men inte i det här sammanhanget. Å andra sidan vet vi inte om myten har sett exakt likadan ut i 900-talets England som på Snorre Sturlassons Island.

### Vidar och Heimdal
Pelaren rymmer åtskilliga bilder av hemska odjur och krigare med svärd och spjut, vilket fått flera forskare att tro att det är berättelsen om den kosmiska slutstriden, Ragnarök, som varit korsets bärande tema.
På en av bilderna ses ett sådant Ragnaröksmotiv: Odens son Vidar i kamp mot Fenrisulven. Om denna strid skriver Snorre Sturlasson: "Vidar ställde sig med ena foten i ulvens underkäke (...) och tog med handen tag i överkäken och slet itu ulvens gap."
Så långt stämmer det med bilden – men ulven tycks ha ormkropp: kanske en symbol för odjurets djävulska ursprung, eller också ett släktdrag. Fenrisulven var ju bror till Midgårdsormen.
Också guden Heimdal, som vid Ragnarök blåser till strid med sitt horn, kan möjligen urskiljas i en annan bildsvit – i varje fall finns där en man med ett horn.

### Tors fiskafänge
Inmurad i kyrkan, på insidan i östra änden av det norra sidoskeppet, finns ett fragment av ett annat kors (eller kanske en bildsten), som överst visar en hjort i kamp mot ormar. Därunder ser man Tors fiskafänge.
Tor står i båten och håller en rev som är agnad med ett oxhuvud. (Oxens horn pekar åt vänster.) Vid Tors sida står jätten Hymer med lyftad yxa redo att kapa linan då Midgårdsormen nappar. Detta har ansetts vara en av de mest "hedniska" av bilderna från Gosforth. Nyare forskning har emellertid visat att denna myt var en välkänd kristen allegori vid denna tid. Den finns till exempel i det apokryfiska Nikodemusevangeliet, och även Snorre Sturlasson tycks ha ansett att myten till sitt ursprung var kristen.
Enligt den kristna tolkningen var det Gud själv som med "ett stycke kött" på kroken drog Leviatan (Djävulen) ur havets djup. Agnet på kroken var Kristus som "iklätt sig köttet", det vill säga blivit människa. När Djävulen såg betet såg han bara "människan", inte "den gudomlighetens krok" som fanns dold i "köttet", och därför blev han fångad.
Alla Gosforthkorsets bilder har fungerat i ett kristet sammanhang, och har därför säkert också haft kristna tolkningar. Det märkliga är att även en hedning skulle ha kunnat känna sig hemma i denna bildvärld.

### Korsfästelsen
I det nedre bildfältet på pelarens östsida står en man i ett inramat rum; han har armarna utsträckta som om han vore korsfäst. Under honom står en man och en kvinna. Mannen håller ett spjut som han just stuckit i "den korsfästes" sida, och blodet sprutar i en båge ur såret. Att scenen avbildar Jesu korsfästelse är otvivelaktigt, och detta tycks också vara den enda av Gosforthkorsets bilder som direkt kan knytas till en biblisk berättelse.
Men frågan är hur de människor, som levde i den synkretistiska miljö där korset skapades, kan ha uppfattat en sådan bild. Eller rättare: Hur "kristen" var deras Kristus? Också hedningarna hade sin lidande, spjutstungne gud upprammad på liknande sätt. Hans namn var Oden, och han sa om sig själv:
| Jag vet, att jag hängde på det vindiga trädet nio hela nätter, djupt stungen med spjut och given åt Oden, jag själv åt mig själv, uppe i det träd, varom ingen vet av vad rot det runnit upp. | Veit at ek hekk vindga meiði á nætr allar nío, geiri undaðr ok gefinn Óðni, siálfr siálfom mér, á þeim meiði er mangi veit, hvers hann af rótom renn. (Hávamál 138) |  |

Triquetra-symbolerna överst på ringkorsets bredsidor förekommer också på Skandinaviska runstenar och bildstenar (till exempel vid Tängelgårda), där de tycks vara associerade med Oden. Men vad symboliserar de på Gosforthkorset? "Den korsfäste"?

## Korsets funktion
Vilken funktion korset kan ha haft för den tidigkristna kulten i området är mycket omdiskuterat. Gunnar Danbolt menade att korset bör ha varit en kristen samlingspunkt, och att bilderna kan ha fungerat som underlag för utomhuspredikningar. Korset skulle då ha motsvarat absiden i en stenkyrka, med altaret väster om korset och prästen mellan kors och altare. Mot detta har Jørgen Haavardsholm invänt att bilderna är alltför små och odisponerade för att ha kunnat tjäna ett didaktiskt syfte. Dessutom har korset knappast tillkommit i en missionssituation. I stället antar han att korset kan ha markerat en vallfartsort av något slag, kanske en helgon- eller hövdingagrav. Ett annat kors kan i så fall ha markerat gravens andra ände, och ett fragment av vad som skulle ha kunnat vara detta kors har ju också påträffats inmurad i kyrkan. (Se Tors fiskafänge ovan.)
Inuti kyrkan finns också ett antal långhusliknande gravmonument, så kallade hogbacks ("svinryggstenar"), vilka brukar vara typiska för fornnordiska överklassgravar i England. Att det övre samhällsskiktet av nordiskt ursprung fortsatt att begrava sina döda här, skulle möjligen kunna stödja hypotesen att den första graven varit en nordisk hövdingagrav.

## Bildgalleri
Följande bilder är hämtade ur Finnur Jónssons Goðafræði Norðmanna og Íslendinga eftir Heimildum, Reykjavík, 1913. Bildernas tolkning är desamma som hos Finnur Jónsson.

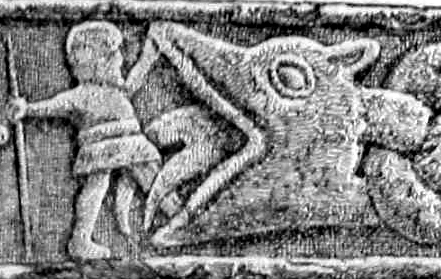
Vidars kamp mot Fenrisulven.
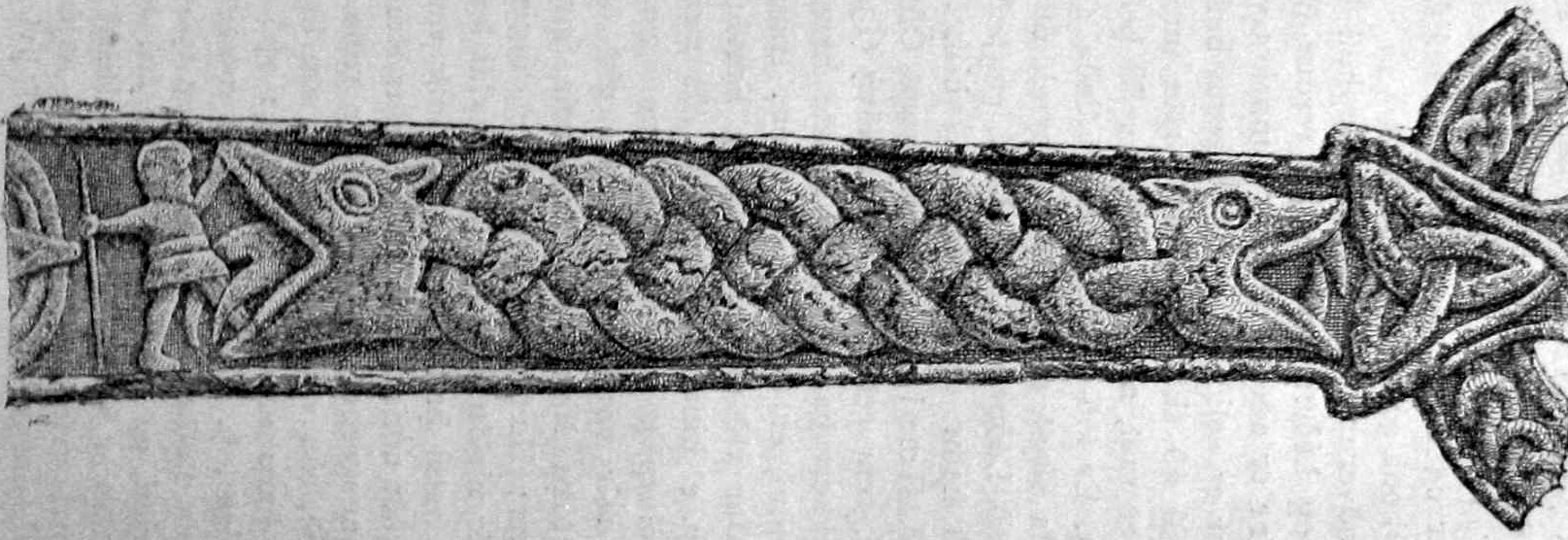
Hela Vidar-framställningen.
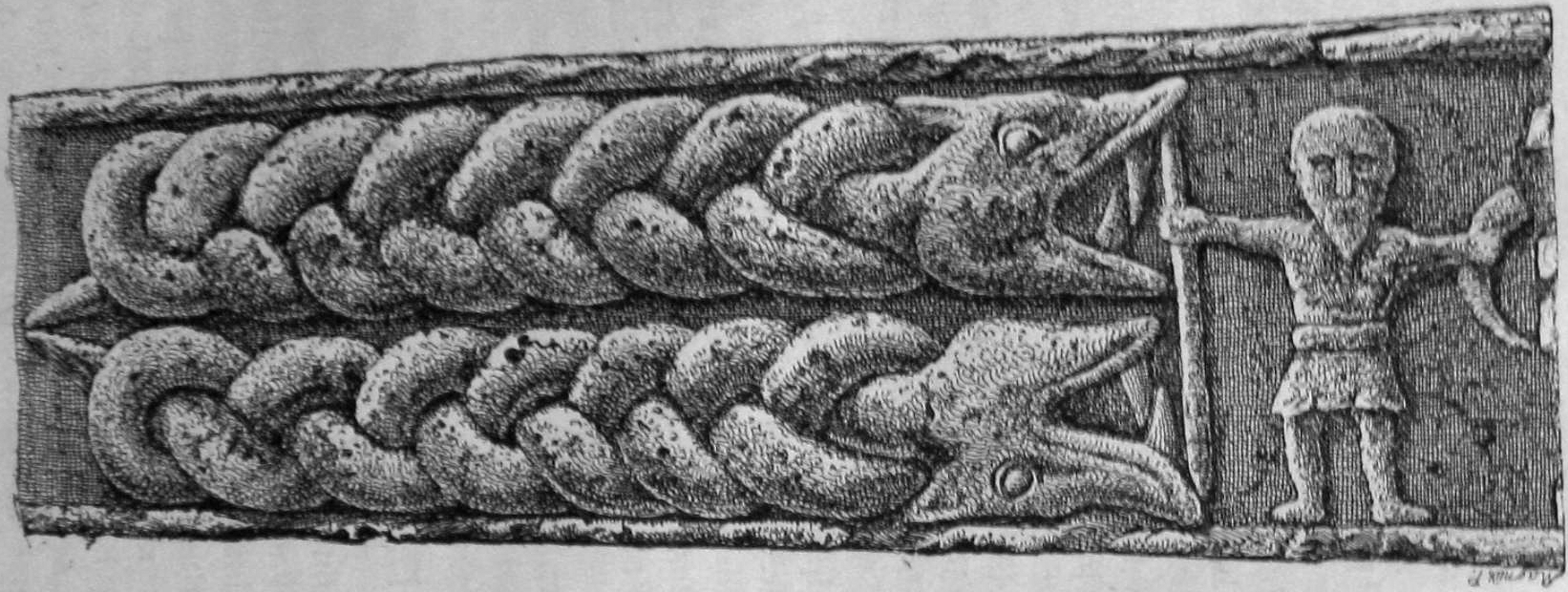
Heimdal med hornet.
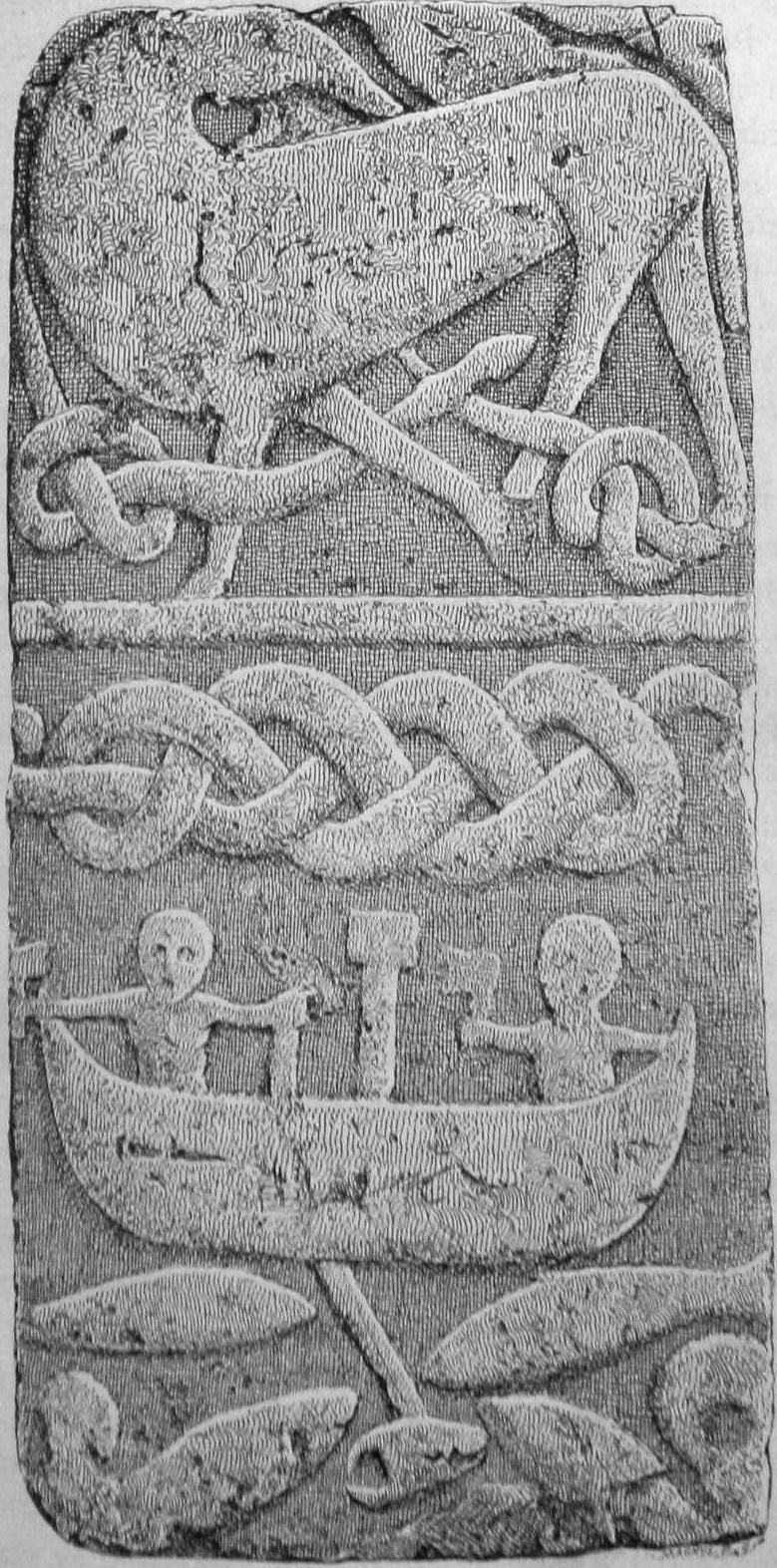
Tors fiskafänge.

### Fler bilder

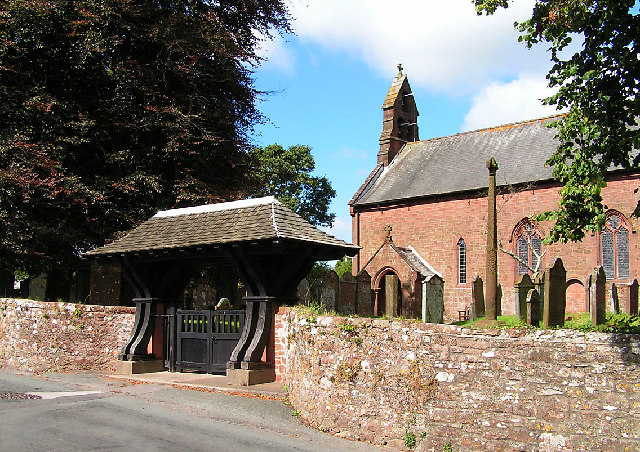
Ingången till S:t Marys kyrka med korset till vänster.
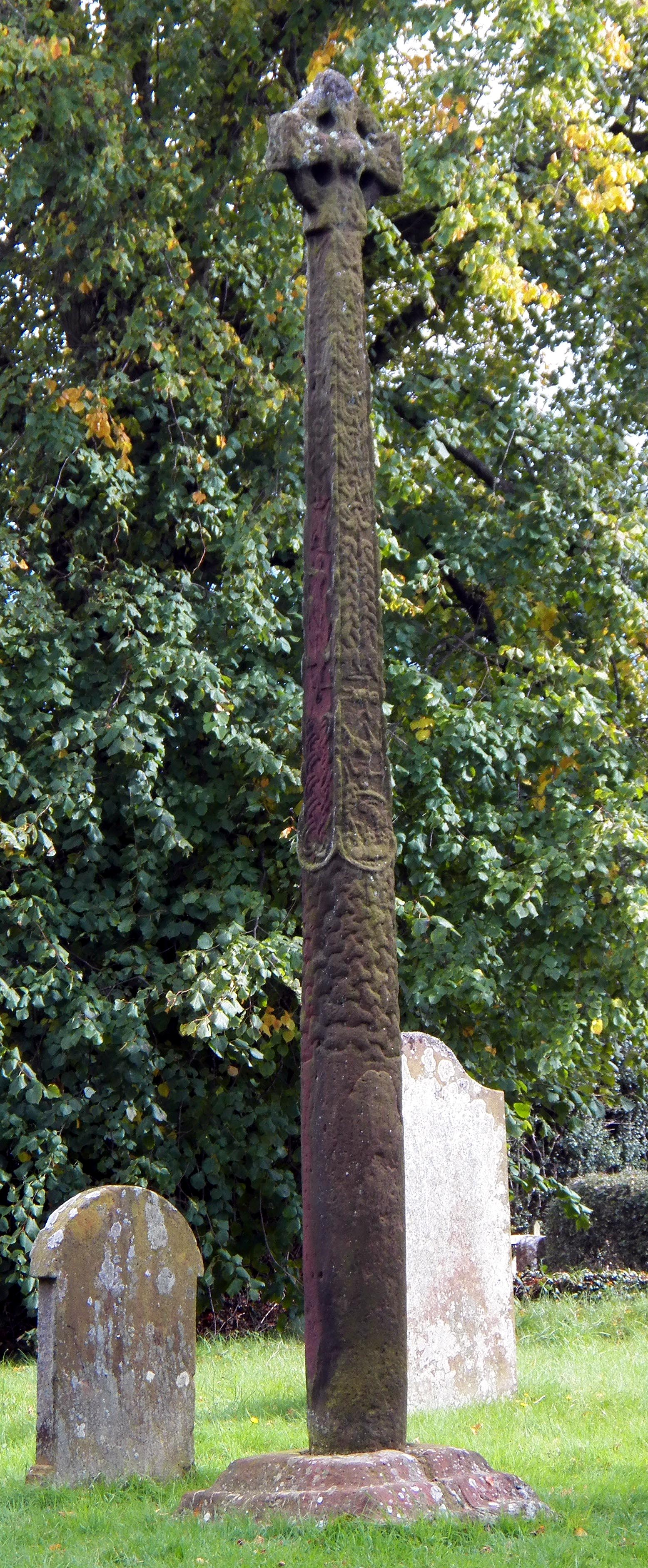
Korset sett från nordväst.
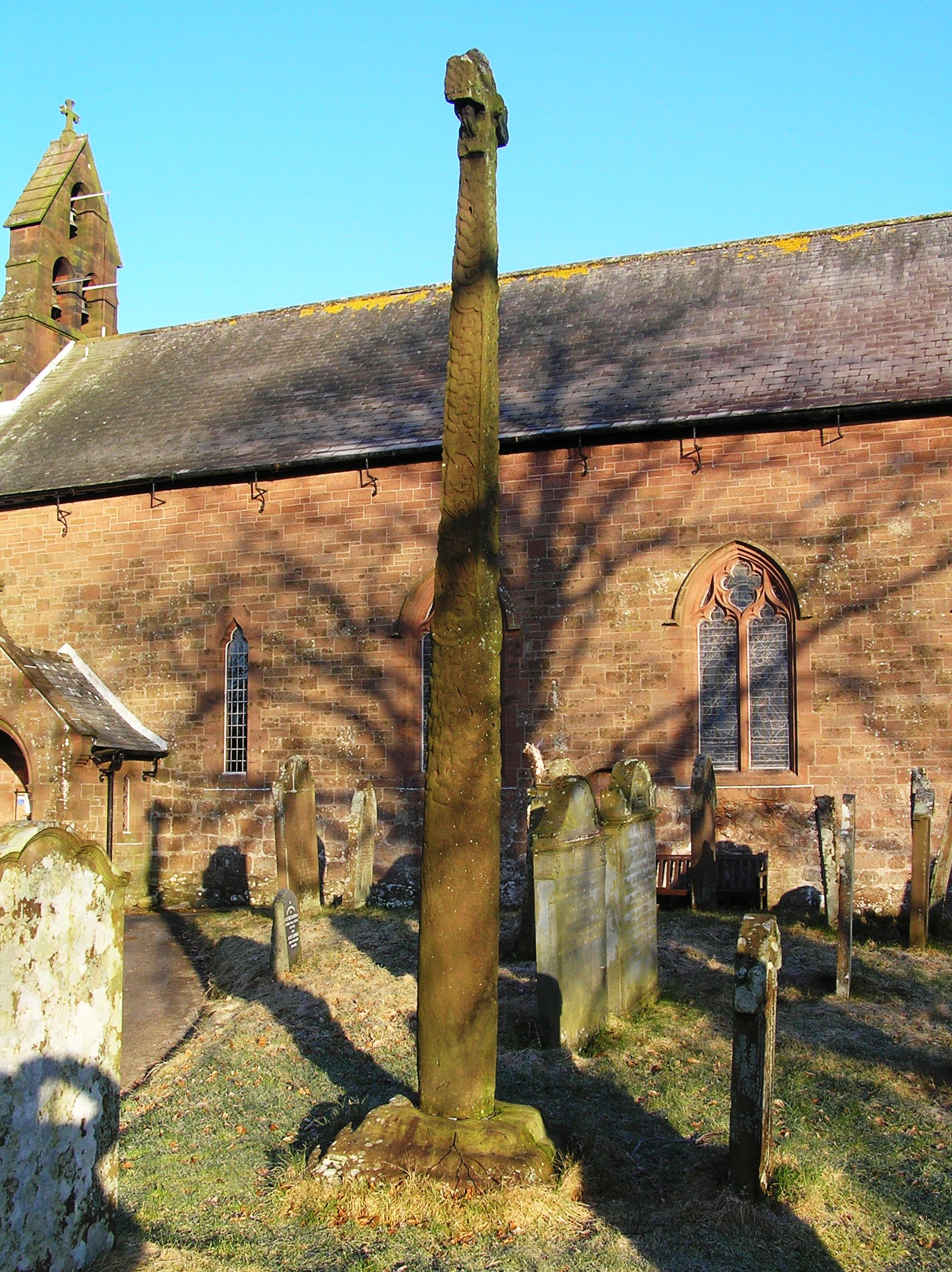
Korset sett från sydväst.
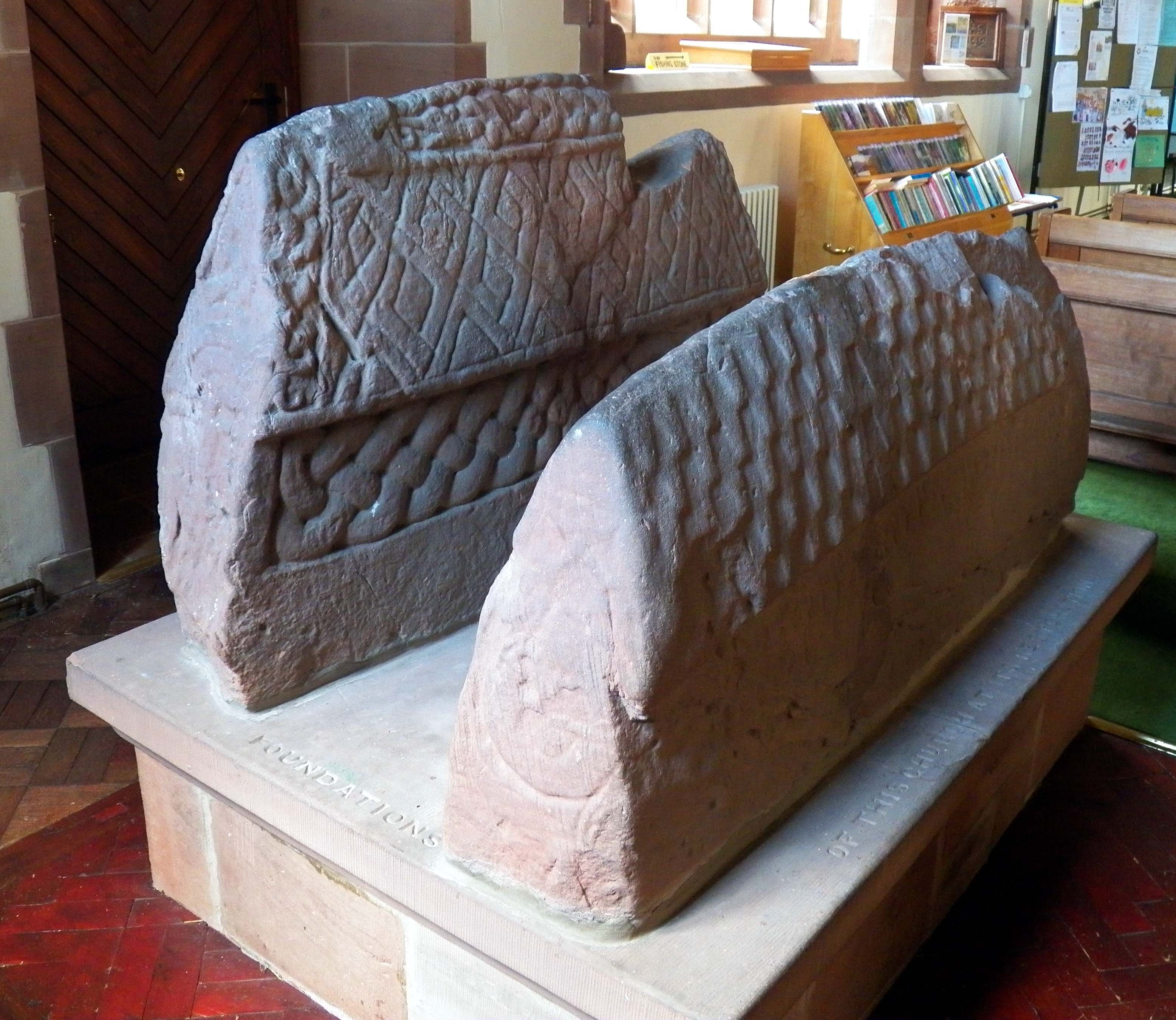
Två svinryggstenar som nu finns inuti kyrkan.

På kyrkogården i Aspatria finns en replik av Gosforthkorset tillverkad på 1800-talet av kyrkoherden och lokalhistorikern William Slater Calverley.

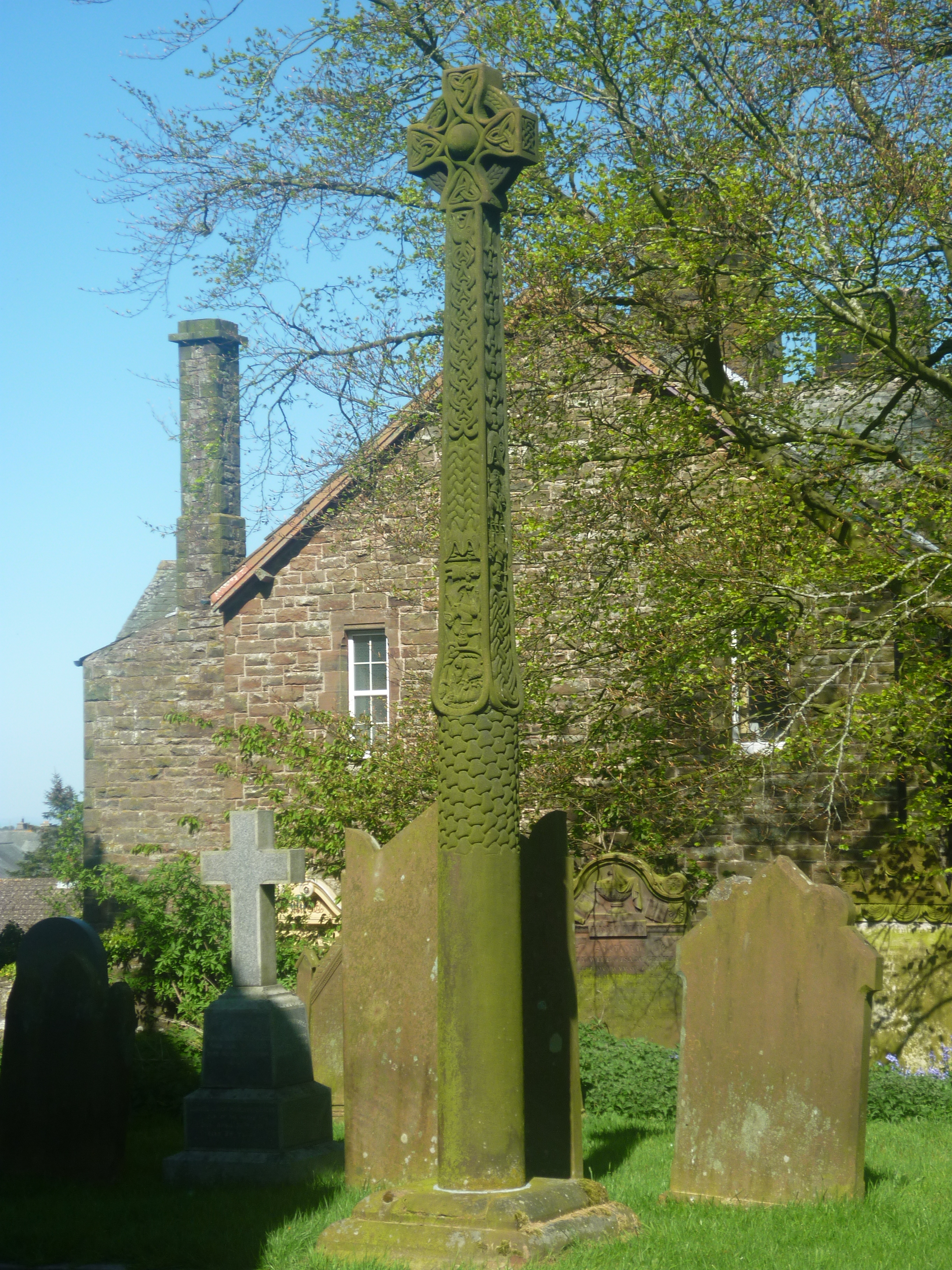
Kopian av Gosforthkorset i Aspatria.
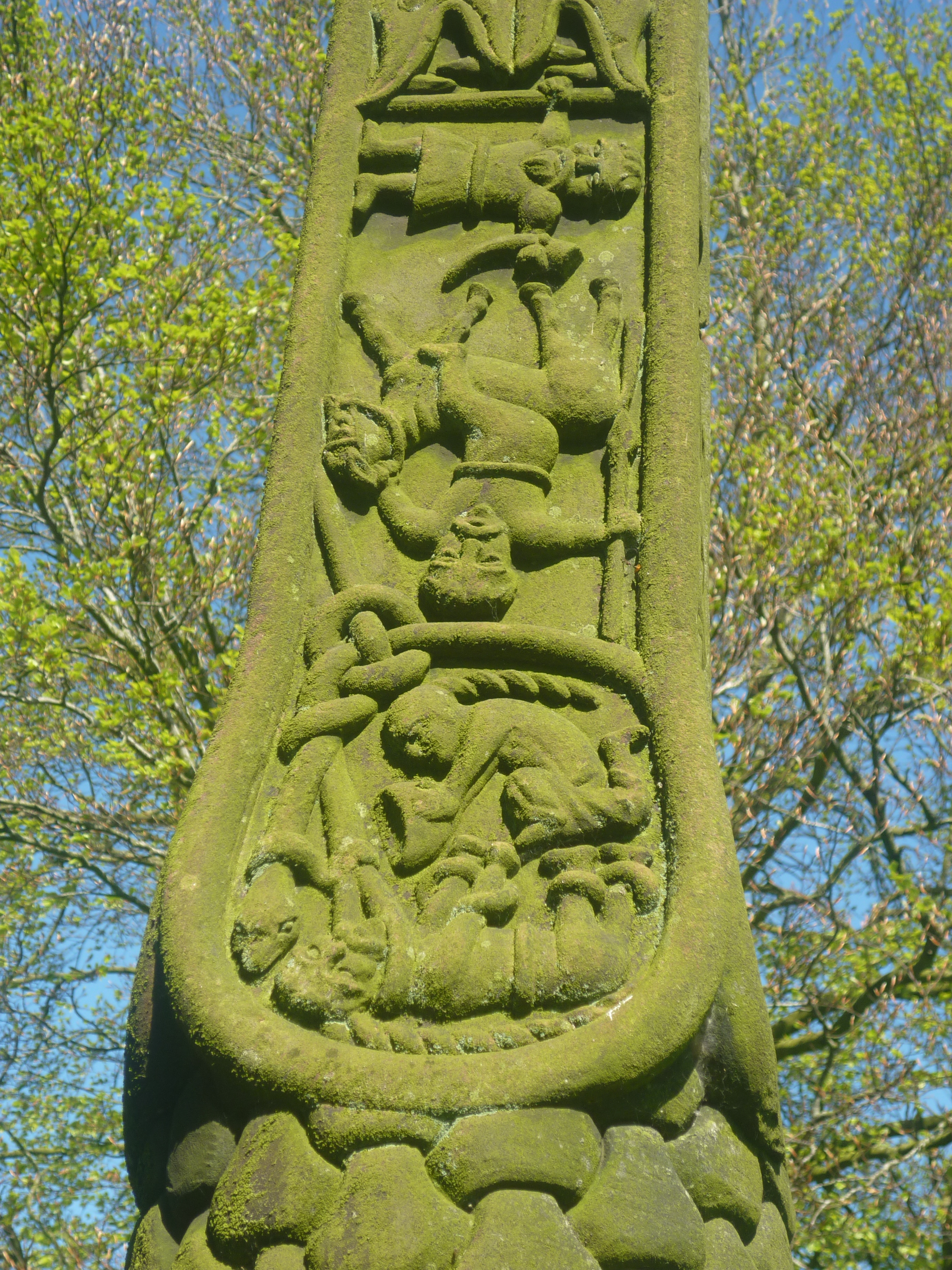
Detalj från kopian. Sigyn tömmer giftskålen.
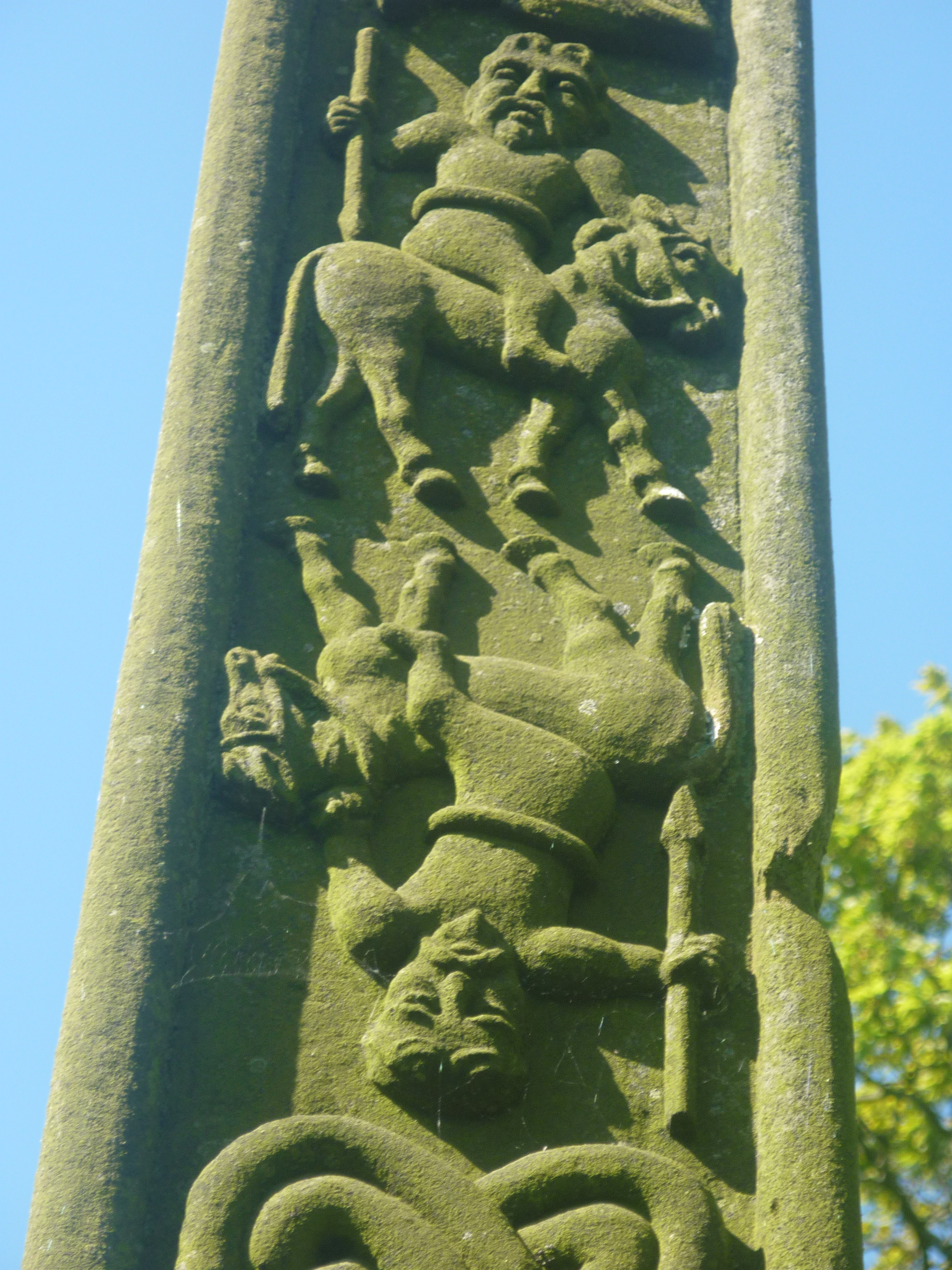
Detalj från kopian. Två motställda ryttare med spjut.